# Aleksandr Énbert
Aleksandr Énbert (San Petersburgo; 17 de abril de 1989) es un patinador artístico sobre hielo ruso, medallista de bronce mundial en 2019 en el campeonato celebrado en Saitama en la modalidad de parejas junto a Natalia Zabiyako, donde fueron superados por la pareja china Sui Wenjing-Han Cong y la rusa Yevguéniya Tarásova-Vladímir Morózov.
Énbert también participó en el Campeonato Europeo de Patinaje Artístico sobre Hielo de 2018 celebrado en Moscú volviendo a ganar el bronce junto a Zabiyako; fueron superados por otras dos parejas compatriotas: Yevguéniya Tarásova-Vladímir Morózov y Kséniya Stolbova-Fiódor Klímov.